# Biélorussie aux Jeux olympiques d'hiver de 2014
La Biélorussie participe aux Jeux olympiques d'hiver de 2014 à Sotchi en Russie du 7 au 23 février 2014. Il s'agit de sa sixième participation à des Jeux d'hiver.

## Liste des médaillés
| Sport                   | Discipline           | Athlète(s)        | Date       |
| Médailles d'or : 5      |                      |                   |            |
| Biathlon                | Poursuite femmes     | Darya Domracheva  | 11 février |
| Biathlon                | Individuel femmes    | Darya Domracheva  | 14 février |
| Biathlon                | Départ groupé femmes | Darya Domracheva  | 17 février |
| Ski acrobatique         | Sauts femmes         | Alla Tsuper       | 14 février |
| Ski acrobatique         | Sauts hommes         | Anton Kushnir     | 17 février |
| Médailles de bronze : 1 |                      |                   |            |
| Biathlon                | Individuel femmes    | Nadezhda Skardino | 14 février |

| Sport           | Médaille d'or, Jeux olympiques | Médaille d'argent, Jeux olympiques | Médaille de bronze, Jeux olympiques | Total |
| --------------- | ------------------------------ | ---------------------------------- | ----------------------------------- | ----- |
| Biathlon        | 3                              | 0                                  | 1                                   | 4     |
| Ski acrobatique | 2                              | 0                                  | 0                                   | 2     |
| Total           | 5                              | 0                                  | 1                                   | 6     |